# William Varley
William Varley, né le 6 novembre 1880 à New York et mort en octobre 1968 également à New York, est un rameur en aviron américain. Il a remporté la médaille d'or en deux de couple aux Jeux de Saint-Louis en 1904 avec son compatriote John Mulcahy. La même année il gagne aussi la médaille d'argent en deux sans barreur avec le même coéquipier.

## Palmarès
- Champion olympique en deux de couple aux Jeux olympiques d'été de 1904 à Saint-Louis ( États-Unis)
- Médaille d'argent en deux sans barreur aux Jeux olympiques d'été de 1904 à Saint-Louis ( États-Unis)